# Rennes

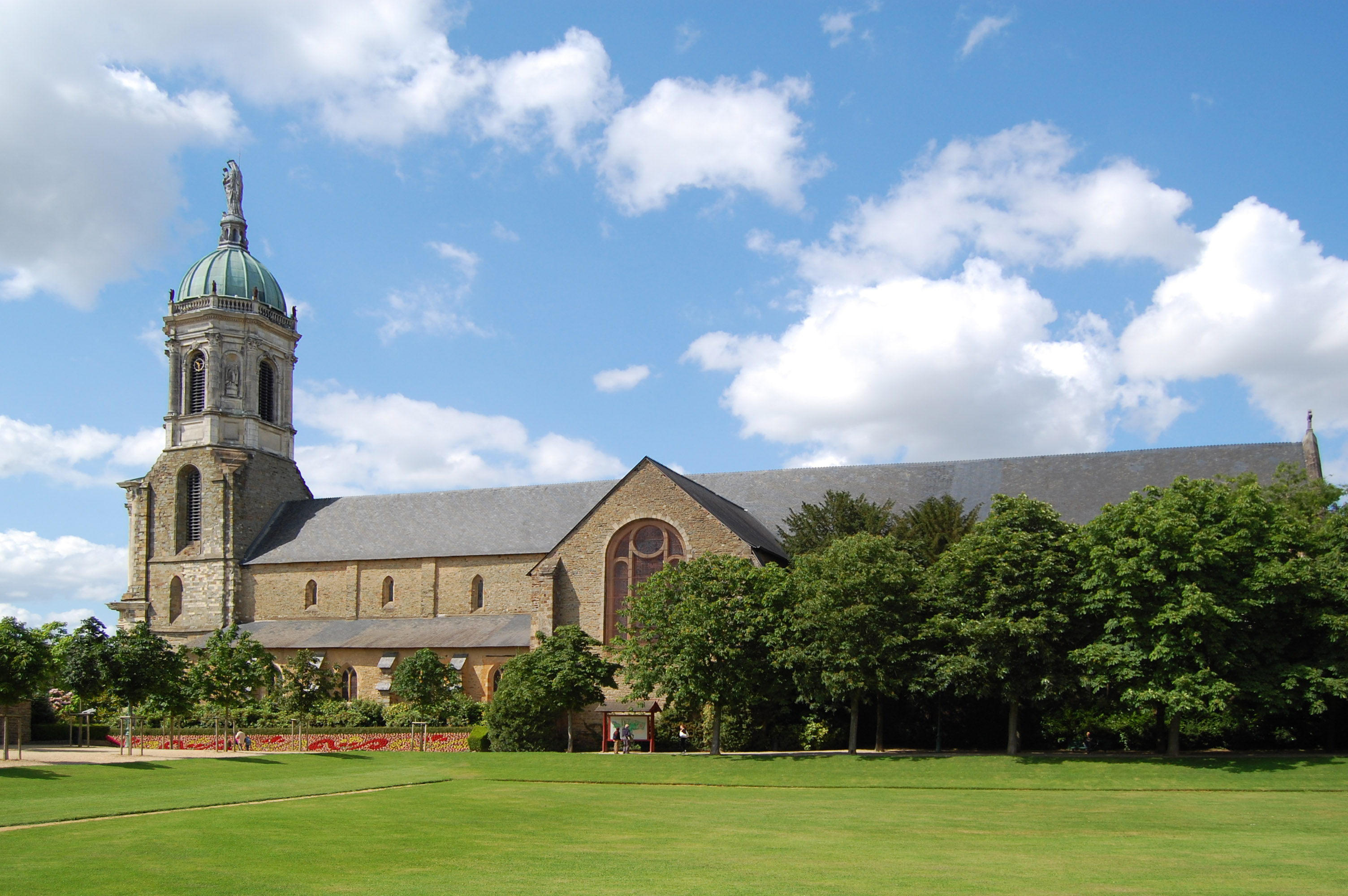
Église Notre-Dame-en-St-Melaine

Rennes (kiejtés: ʀɛn) (bretonul: Roazhon, gallul: Resnn, latinul: Condate, Condate Riedonum) nagyváros Franciaországban, Bretagne régiónak és Ille-et-Vilaine nevű megyéjének is székhelye (prefektúra).  Franciaország kulturális és történelmi városa címet viseli. A Vilaine folyó mentén elhelyezkedő település jelentős ipari és kulturális központ, egyetemein több mint 60 000 diák tanul. Lakosainak száma 227 830 fő (2022. január 1.). Rennes Saint-Grégoire, Chantepie, Le Rheu, Vezin-le-Coquet, Saint-Jacques-de-la-Lande, Noyal-Châtillon-sur-Seiche, Cesson-Sévigné, Betton, Montgermont és Pacé községekkel határos.

## Története
A kis települést a 9. században a breton törzseket királyságba egyesítő Nominoë csatolta országához. A százéves háború harcaiban sokat szenvedett, mivel a francia királyhoz csatlakozott vidék központja volt, az angolok ostrom alá vették. Csak a kitűnő lovag-hadvezér,
Bertrand du Guesclin tudta felszabadítani az ostromgyűrűből 1356-ban. 1491-ben, a városban találkozott Bretagne-i Anna, a hercegség örököse jövendő férjével, VIII. Károly francia királlyal. Anna még jószerével gyermek volt, de már névházassága kötötte I. Miksa német-római császárhoz, Károly pedig ugyancsak névházasságban élt Miksa korábbi házasságából született leányával, Margit burgundi hercegnővel. Pápai engedéllyel véget vetettek mindkét névházasságnak, s a pár az év végén egybekelt. Anna továbbra is Bretagne hercegnője maradt, akkor is, amikor Károly halála után a soron következő királlyal, XII. Lajossal házasodott össze. Franciaország és Bretagne formális egyesítése csak akkor következett be, amikor a hercegnő veje, I. Ferenc került a trónra.
Rennes, a környék mezőgazdaságának a központja gyorsan fejlődött a 16.–17. században, 1720 decemberében azonban hatalmas tűz pusztította el. A középkori városból megmaradt egy-két kisebb negyed ma történelmi városmag. Az ekkorra már tartományi székhely újjáépítése gyorsan megtörtént, Jacques Gabriel tervei által.
A város még néhányszor beírta nevét a francia történelembe, 1762-ben Bretagne törvényhozása itt mondta ki a jezsuita rend feloszlatását, szembeszállt a királyi hatalommal és XV. Lajos minden erőfeszítése ellenére véghez vitte akaratát. La Chalotais főügyész volt a parlamenti döntés kezdeményezője, terjedelmes tanulmányban indokolta követelését, a mű könyv alakban is megjelent, s ebben az időszakban példátlan mennyiséget, 12 000 darabot adtak el belőle. A rennes-i döntés a francia forradalom előkészítésének egyik jelentős állomása. A város viszonylagos biztonságban került ki a forradalmi terror éveiből. Legerdit polgármester, aki egyszerű iparosemberből emelkedett erre a méltóságra, sikerrel tudta távol tartani városától a konvent megbízottját, Jean-Baptiste Carrier-t.
A második világháború során a német csapatok 1940. június 18-án elfoglalták a várost. A brit csapatok heves harcokat követően 1944. augusztus 4-én szabadították fel, súlyos károkat okozva a településen.

## Demográfia
| Év   | Lakosság |
| ---- | -------- |
| 1793 | 30 160   |
| 1800 | 25 904   |
| 1806 | 29 225   |
| 1821 | 29 589   |
| 1831 | 27 340   |
| 1836 | 35 552   |
| 1841 | 37 895   |
| 1846 | 39 218   |
| 1851 | 39 505   |

| Év   | Lakosság |
| ---- | -------- |
| 1856 | 45 664   |
| 1861 | 45 483   |
| 1866 | 48 283   |
| 1872 | 52 044   |
| 1876 | 57 177   |
| 1881 | 60 974   |
| 1886 | 66 139   |
| 1891 | 69 232   |

| Év   | Lakosság |
| ---- | -------- |
| 1901 | 74 676   |
| 1906 | 75 640   |
| 1911 | 79 372   |
| 1921 | 82 241   |
| 1926 | 83 418   |
| 1931 | 88 659   |
| 1936 | 98 538   |
| 1946 | 113 781  |

| Év   | Lakosság |
| ---- | -------- |
| 1954 | 124 122  |
| 1962 | 151 948  |
| 1968 | 180 943  |
| 1975 | 198 305  |
| 1982 | 194 656  |
| 1990 | 197 536  |
| 1999 | 206 229  |
| 2006 | 210 500  |
| 2010 | 207 178  |

## Látnivalók
- Palais de Justice – az igazságügyi palota 1618 és 1655 között épült, a reneszánsz jellegű palota adott otthont a bretagne-i parlamentnek valamint a legfelsőbb bíróságnak. 1994-ben egy tüntetés során egy eldobott gyertyától az épületben tűz keletkezett, tetőzete leégett, belseje súlyosan megrongálódott, újjáépítése azonnal megindult.
- Portes mordelaises(wd) – a XV. századi városfal tornyos, lőréses kapuja, a belváros bejárata.
- Basilique Saint-Sauveur(wd) – a 17.-18. században épült templom, itt őrzik a Csodatévő Madonna szobrát, amely állítólag 1357-ben megmentette a várost az angolok ostromától.
- Cathédrale Saint-Pierre(wd) – VI. századi templom helyén a XIII. században készült el a mai elődje, de ez 1762-ben beomlott, csak a két torony maradt meg, és ezek mögé épült a múlt század közepén a jelenlegi katedrális.
- Palais Saint-Georges(wd) – a Benedek-rendi szerzetesek 1670-ben elkészült kolostora, jelenleg a városi közigazgatási hivatal otthona.
- Église Notre-Dame-en-Saint-Melaine(wd) – a város egyik legrégebbi temploma, tornyának, valamint kereszthajójának egy része a XI. században épült, a többi viszont csak a XVII. századra készült el.
- Église St-Georges – a gótika jegyében született templom jellegzetes breton stílusú.
- Városháza – az ív alakban meghajló épülettömb közepén áll a harangtorony.
- Bretagne múzeuma és a Szépművészeti Múzeum – az egyetem egykori központi épületében kapott helyet mindkettő.
- Jardin botanique du Thabor - botanikus  kert.
- Route de Lorient Stadion – a Stade Rennais FC labdarúgócsapat otthona.

## Közlekedés
A városban metró is közlekedik.

### Vasút
A város fontos vasúti csomópont, négy vasútvonal is összefut a főpályaudvarán.

## Oktatás
- Rennes 1 Egyetem
- Rennes 2 Egyetem
- Paris School of Business
- Rennes School of Business

## Testvérvárosok
- Exeter - 1957 óta.
- Rochester - 1958 óta.
- Erlangen - 1964 óta.
- Brno - 1965 óta.
- Szendai - 1967 óta.
- Leuven - 1980 óta.
- Cork - 1982 óta.
- Szétif - 1982 óta.
- Rennes-les-Bains - 1985 óta.
- Csinan - 1985 óta.
- Almati - 1991 óta.
- Poznań - 1998 óta.
- Nagyszeben - 1999 óta.
- Plateau Dogon - 1999 óta.